# لویر کولپی
لویر کولپی (انگلیسی: Levir Culpi؛ زادهٔ ۲۸ فوریهٔ ۱۹۵۳) بازیکن سابق و مربی فوتبال اهل برزیل است.
از باشگاه‌هایی که در آن بازی کرده‌است می‌توان به باشگاه فوتبال کوریتیبا، باشگاه فوتبال فیگیرنسه، باشگاه فوتبال بوتافوگو، باشگاه فوتبال آتلانتی، باشگاه ورزشی ژوونتود، و باشگاه فوتبال سانتا کروز اشاره کرد.
وی همچنین در تیم ملی فوتبال زیر ۲۰ سال برزیل بازی کرده‌است.